# Stenandrium pinetorum
Stenandrium pinetorum är en akantusväxtart som först beskrevs av Nathaniel Lord Britton och P. Wilson, och fick sitt nu gällande namn av Brother Alain. Stenandrium pinetorum ingår i släktet Stenandrium och familjen akantusväxter. Inga underarter finns listade i Catalogue of Life.